# Marcelo Flores
Marcelo Flores Dorrell (Georgetown, Ontario, Kanada, 2003. október 1. –) mexikói labdarúgó, középpályás. Jelenleg az Arsenal játékosa.

## Családja
Kanadában, az ontariói Georgetownban született. Édesanyja kanadai angol felmenőkkel rendelkezik, édesapja, Rubén Flores mexikói labdarúgó. Két lánytestvére van, Silvana és Tatiana, akik szintén labdarúgók. 2020 nyarán mindketten az Arsenaltól a Chelsea csapatához szerződtek.

## Pályafutása

### Klubcsapatokban
Az Ipswich Town akadémiáján kezdte meg karrierjét. 2019-ben csatlakozott az Arsenal ifi csapatához. 2020. novemberében kapott profi szerződést a klubtól. 

### A válogatottban
Több ízben is szerepelt az ifjúsági mexikói válogatottban. Első válogatott találkozója az A-válogatottban Chile ellen volt egy 2–2-vel végződött barátságos mérkőzésen 2021. december 8-án.

#### Mérkőzései a válogatottban
| Mexikó | Mexikó            | Mexikó                         | Mexikó | Mexikó   | Mexikó    | Mexikó                   | Mexikó | Mexikó  |
| #      | Dátum             | Helyszín                       | Hazai  | Eredmény | Vendég    | Kiírás                   | Gólok  | Esemény |
| ------ | ----------------- | ------------------------------ | ------ | -------- | --------- | ------------------------ | ------ | ------- |
| 1.     | 2021. december 8. | Austin, Q2 Stadium (USA)       | Mexikó | 2 – 2    | Chile     | barátságos               | -      | 82'     |
| 2.     | 2022. április 27. | Orlando, Camping World Stadion | Mexikó | 0 – 0    | Guatemala | barátságos               | 0      | 61'     |
| 3.     | 2022. június 11.  | Torreón, Estadio TSM Corona    | Mexikó | 3 – 0    | Suriname  | CONCACAF Nemzetek Ligája | 0      | 81'     |
|        | Összesen          |                                |        | 3        | mérkőzés  |                          | 0      | gól     |

## Külső hivatkozások
- Ismertetője a transfermarkt.de honlapján